# François Brandtbrug
De François Brandtbrug (brug 1777) is een vaste brug in Banne Buiksloot in Amsterdam-Noord.
De brug is gelegen in de Abebe Bikilalaan, voert over de ringsloot van een wijk met straten vernoemd naar deelnemers aan Olympische Zomerspelen en leidt in het zuiden naar de Spyridon Louisweg. Die laatste weg is een soort rondweg om die wijk, vandaar er ook een noordelijke kruising tussen beide straten is, daar ligt brug 1778, van gelijke aard als brug 1777. De brug dateert uit circa 1994 toen hier die woonwijk werd aangelegd. Aangezien hier geen scheepvaart werd verwacht, is de brug laag over het water geplaatst en heeft een doorvaartbreedte van minder dan vijf meter. Alleen kano’s en soortgelijke vaartuigen kunnen onder het bruggetje door. De brug heeft bakstenen landhoofden met horizontaal en verticaal metselwerk met twee natuurstenen sluitsteentjes bij de overgang naar de balustrades. De stenen balustrades van die landhoofden vormen een segment van een cirkel. Tussen de landhoofden zijn stalen balustrades geplaatst, die meegaan in die vorm. De brug bestaat uit een betonnen plaat tussen twee H-balken. De brug dient tevens als verkeersdrempel.
De brug ging vanaf haar geboorte anoniem door het leven, dat wil zeggen alleen aangeduid met een nummer 1777. De gemeente Amsterdam vroeg in 2016 aan de Amsterdamse bevolking om mogelijke namen voor dergelijke bruggen. Veel inzendingen werden niet gehonoreerd, maar deze brug kreeg de naam Frans Brandtbrug, een vernoeming naar de Olympische roeier François Brandt. Zijn roeimaat Roelof Klein kreeg in deze wijk al een vernoeming in een pad. Tegelijkertijd kreeg in deze buurt de Anton Geesinkbrug haar naam. 
<<< · 1701 · 1702 · 1703 · 1704 · 1705 · 1706 · 1707 · 1708 · 1709 ·  1710 · 1711 · 1714 · 1715 · 1716 · 1717 · 1718 · 1719 · 1720 · 1721 · 1722 · 1723 · 1725 · 1726 · 1727 · 1728 · 1729 · 1730 · 1731 · 1732 · 1733 · 1734 · 1735 · 1736 · 1737 · 1738 · 1739 · 1741 · 1742 · 1743 · 1745 · 1746 · 1747 · 1748 · 1749 · 1750 · 1751 · 1752 · 1753 · 1754 · 1755 · 1756 · 1757 · 1764 · 1765 · 1766 · 1767 · 1768 · 1769 · 1770 · 1771 · 1772 · 1773 · 1774 · 1775 · 1776 · 1777 · 1778 · 1779 ·  1780 · 1781 · 1782 · 1783 · 1784 · 1785 · 1786 · 1787 · 1788 · 1791 · 1792 · 1793 · 1794 · 1795 · 1796 · 1797 · 1798 · 1799 · >>>
Brugnummers brug 1712, 1713, 1724, 1740, 1744, 1758, 1759, 1760, 1761, 1762, 1763, 1789, 1790 zijn niet (meer) vergeven.